# Кен Скупскі
Кен Скупскі (англ. Ken Skupski; нар. 9 квітня 1983) — колишній британський тенісист.
Найвищу одиночну позицію світового рейтингу — 527 місце досяг 23 червня 2008, парну — 44 місце — 12 липня 2010 року.
Здобув 7 парних титулів.
Найвищим досягненням на турнірах Великого шолома були чвертьфінали в парному та змішаному парному розрядах.
Завершив кар'єру 2022 року.

## Фінали турнірів ATP за кар'єру

### Парний розряд: 17 (7–10)
| Легенда                             |
| ----------------------------------- |
| Турніри Великого шолома (0–0)       |
| Фінали Світового туру ATP (0–0)     |
| Світовий Тур ATP Мастерс 1000 (0–0) |
| Серія 500 Світового туру ATP (1–0)  |
| Серія 250 Світового туру ATP (6–10) |

| Фінали за покриттям |
| ------------------- |
| Тверде (6–5)        |
| Ґрунт (1–2)         |
| Трава (0–3)         |

| Фінали за типом корту |
| --------------------- |
| Відкритий (2–8)       |
| Закритий (5–2)        |

| Результат | W–L  | Дата     | Турнір                                    | Рівень    | Покриття   | Партнер         | Суперники                              | Рахунок                |
| --------- | ---- | -------- | ----------------------------------------- | --------- | ---------- | --------------- | -------------------------------------- | ---------------------- |
| Перемога  | 1–0  | Вер 2009 | Open de Moselle, Франція                  | Серія 250 | Тверде (i) | Колін Флемінг   | Арно Клеман Мікаель Льодра             | 2–6, 6–4, [10–5]       |
| Перемога  | 2–0  | Лис 2009 | St. Petersburg Open, Росія                | Серія 250 | Тверде (i) | Колін Флемінг   | Жеремі Шарді Рішар Гаске               | 2–6, 7–5, [10–4]       |
| Поразка   | 2–1  | Чер 2010 | Eastbourne International, Велика Британія | Серія 250 | Трава      | Колін Флемінг   | Маріуш Фирстенберг Марцін Матковський  | 3–6, 7–5, [8–10]       |
| Перемога  | 3–1  | Лют 2011 | Open 13, Франція                          | Серія 250 | Тверде (i) | Робін Гаасе     | Жульєн Беннето Жо-Вілфрід Тсонга       | 6–4, 6–7(4–7), [13–11] |
| Поразка   | 3–2  | Чер 2012 | Eastbourne International, Велика Британія | Серія 250 | Трава      | Джеймі Дельгадо | Колін Флемінг Росс Гатчінс             | 4–6, 3–6               |
| Поразка   | 3–3  | Лип 2012 | Los Angeles Open, США                     | Серія 250 | Тверде     | Джеймі Дельгадо | Рубен Бемельманс Ксав'є Малісс         | 6–7(5–7), 6–4, [7–10]  |
| Поразка   | 3–4  | 2013     | Кубок Кремля, Росія                       | Серія 250 | Тверде (i) | Ніл Скупскі     | Михайло Єлгін Денис Істомін            | 2–6, 6–1, [12–14]      |
| Поразка   | 3–5  | Сер 2016 | Los Cabos Open, Мексика                   | Серія 250 | Тверде     | Джонатан Ерліх  | Пурав Раджа Дівідж Шаран               | 6–7(4–7), 6–7(3–7)     |
| Перемога  | 4–5  | Лют 2018 | Open Sud de France, Франція               | Серія 250 | Тверде (i) | Ніл Скупскі     | Бен Маклахлан Юго Нис                  | 7–6(7–2), 6–4          |
| Поразка   | 4–6  | Чер 2018 | Eastbourne International, Велика Британія | Серія 250 | Трава      | Ніл Скупскі     | Люк Бембрідж Джонні О'Мара             | 5–7, 4–6               |
| Поразка   | 4–7  | Вер 2018 | Open de Moselle, Франція                  | Серія 250 | Тверде (i) | Ніл Скупскі     | Ніколя Маю Едуар Роже-Васслен          | 1–6, 5–7               |
| Поразка   | 4–8  | Лют 2019 | Delray Beach Open, США                    | Серія 250 | Тверде     | Ніл Скупскі     | Боб Браян Майк Браян                   | 6–7(5–7), 4–6          |
| Поразка   | 4–9  | Кві 2019 | US Clay Court Championships, США          | Серія 250 | Ґрунт      | Ніл Скупскі     | Сантьяго Гонсалес Айсам-уль-Хак Куреші | 6–3, 4–6, [6–10]       |
| Перемога  | 5–9  | Кві 2019 | Hungarian Open, Угорщина                  | Серія 250 | Ґрунт      | Ніл Скупскі     | Маркус Даніелл Веслі Колгоф            | 6–3, 6–4               |
| Поразка   | 5–10 | Тра 2019 | Lyon Open, Франція                        | Серія 250 | Ґрунт      | Ніл Скупскі     | Іван Додіг Едуар Роже-Васселен         | 4–6, 3–6               |
| Перемога  | 6–10 | Бер 2021 | Abierto Mexicano TELCEL, Мексика          | Серія 500 | Тверде     | Ніл Скупскі     | Марсель Гранольєрс Орасіо Себальйос    | 7–6(7–3), 6–4          |
| Перемога  | 7–10 | Жов 2021 | Відкритий чемпіонат Софії, Болгарія       | Серія 250 | Тверде (i) | Джонні О'Мара   | Олівер Марах Філіпп Освальд            | 6–3, 6–4               |

## Фінали ATP Челленджерів і ITF Ф'ючерсів

### Одиночний розряд: 2 (1–1)
| Легенда               |
| --------------------- |
| ATP Челленджери (0–0) |
| ITF Ф'ючерс (1–1)     |

| Фінали за покриттям |
| ------------------- |
| Тверде (0–1)        |
| Ґрунт (0–0)         |
| Трава (0–0)         |
| Килим (1–0)         |

| Результат | W–L | Дата     | Турнір                          | Рівень  | Покриття   | Суперник                | Рахунок  |
| --------- | --- | -------- | ------------------------------- | ------- | ---------- | ----------------------- | -------- |
| Поразка   | 0–1 | Лис 2007 | Велика Британія F22, Сандерленд | Ф'ючерс | Тверде (i) | Адріан Маннаріно        | 4–6, 3–6 |
| Перемога  | 1–1 | Тра 2008 | Греція F2, Іракліон             | Ф'ючерс | Килим      | Давід Канудас-Фернандес | 6–3, 6–3 |

### Парний розряд: 77 (48–29)
| Легенда                 |
| ----------------------- |
| ATP Челленджери (33–24) |
| ITF Ф'ючерс (15–5)      |

| Фінали за покриттям |
| ------------------- |
| Тверде (36–19)      |
| Ґрунт (5–0)         |
| Трава (5–7)         |
| Килим (2–3)         |

| Результат | W–L   | Дата     | Турнір                            | Рівень     | Покриття   | Партнер              | Суперники                                    | Рахунок                 |
| --------- | ----- | -------- | --------------------------------- | ---------- | ---------- | -------------------- | -------------------------------------------- | ----------------------- |
| Перемога  | 1–0   | Сер 2004 | Велика Британія F3, Рексем        | Ф'ючерс    | Тверде     | Річард Блумфілд      | Джошуа Гудолл Майлз Касірі                   | 6–2, 6–4                |
| Поразка   | 1–1   | Сер 2004 | Велика Британія F4, Гемпстед      | Ф'ючерс    | Тверде     | Річард Блумфілд      | Річард Баркер Вільям Баркер                  | 3–6, 1–6                |
| Перемога  | 2–1   | Вер 2007 | Велика Британія F16, Foxhills     | Ф'ючерс    | Тверде     | Роберт Серл          | Ісії Яокі Івабуті Сатосі                     | 4–6, 6–3, 6–4           |
| Перемога  | 3–1   | Вер 2007 | Швеція F5, Фалун                  | Ф'ючерс    | Тверде (i) | Ральф Ґрамбов        | Рафаел Дюрек Пабло Фіґероа                   | 6–4, 6–2                |
| Перемога  | 4–1   | Жов 2007 | Велика Британія F20, Глазго       | Ф'ючерс    | Тверде (i) | Джошуа Гудолл        | Ладіслав Храмоста Ден Еванс                  | 7–6(7–5), 7–6(9–7)      |
| Перемога  | 5–1   | Лис 2007 | Велика Британія F21, Редбрідж     | Ф'ючерс    | Тверде (i) | Джошуа Гудолл        | Рубен Бемельманс Нільс Десайн                | 5–7, 7–6(7–3), [10–5]   |
| Перемога  | 6–1   | Січ 2008 | Велика Британія F1, Сандерленд    | Ф'ючерс    | Тверде (i) | Річард Блумфілд      | Ральф Ґрамбов Том Рашбі                      | 6–1, 6–4                |
| Поразка   | 6–2   | Січ 2008 | Велика Британія F2, Шеффілд       | Ф'ючерс    | Тверде (i) | Кріс Ітон (тенісист) | Їржі Кркошка Пурав Раджа                     | 6–7(7–9), 6–7(4–7)      |
| Поразка   | 6–3   | Бер 2008 | Вольфсбург, Німеччина             | Челленджер | Килим (i)  | Річард Блумфілд      | Карстен Болл Ізак ван дер Мерве              | 6–7(5–7), 3–6           |
| Поразка   | 6–4   | Бер 2008 | Велика Британія F4, Бат (Англія)  | Ф'ючерс    | Тверде (i) | Річард Блумфілд      | Ніл Бамфорд Джошуа Гудолл                    | 1–6, 6–3, [8–10]        |
| Перемога  | 7–4   | Бер 2008 | Велика Британія F5, Saint Peter   | Ф'ючерс    | Тверде (i) | Ральф Ґрамбов        | Ніл Бамфорд Джошуа Гудолл                    | 7–6(9–7), 6–3           |
| Поразка   | 7–5   | Кві 2008 | Велика Британія F6, Ексмут        | Ф'ючерс    | Тверде (i) | Ральф Ґрамбов        | Харрі Хеліовара Генрі Контінен               | 2–6, 2–6                |
| Перемога  | 8–5   | Тра 2008 | Велика Британія F7, Борнмут       | Ф'ючерс    | Ґрунт      | Людовік Вальтер      | Едвард Сітор Денієл Сметгерст                | 7–6(7–2), 2–6, [10–6]   |
| Поразка   | 8–6   | Тра 2008 | Кувейт F1, Mishref                | Ф'ючерс    | Тверде     | Рохан Гаджар         | Мохаммад Гаріб Юган Ертеґрен                 | 4–6, 6–3, [7–10]        |
| Перемога  | 9–6   | Жов 2008 | Велика Британія F16, Glasgow      | Ф'ючерс    | Тверде (i) | Колін Флемінг        | Іван Церович Даніел Данилович                | 6–4, 6–4                |
| Перемога  | 10–6  | Лис 2008 | Велика Британія F17, Campden Hill | Ф'ючерс    | Тверде (i) | Колін Флемінг        | Іван Церович Даніел Данилович                | 6–4, 7–6(9–7)           |
| Перемога  | 11–6  | Лис 2008 | Велика Британія F18, Сандерленд   | Ф'ючерс    | Тверде (i) | Колін Флемінг        | Іван Церович Даніел Данилович                | 6–2, 6–1                |
| Перемога  | 12–6  | Лис 2008 | Джерсі, Нормандські острови       | Челленджер | Тверде (i) | Колін Флемінг        | Кріс Гуччоне Марсіу Торріс                   | 6–3, 6–2                |
| Перемога  | 13–6  | Лют 2009 | Кот Д'Івуар F2, Абіджан           | Ф'ючерс    | Тверде     | Колін Флемінг        | П'єрр-Людовік Дюкло Андреас Гайдер-Маурер    | 6–3, 7–6(7–3)           |
| Перемога  | 14–6  | Лют 2009 | Вольсбург, Німеччина              | Челленджер | Килим (i)  | Тревіс Реттенмаєр    | Сергій Бубка Олександр Кудрявцев             | 6–3, 6–4                |
| Перемога  | 15–6  | Бер 2009 | Велика Британія F4, Бат           | Ф'ючерс    | Тверде (i) | Колін Флемінг        | Фріц Волмаранс Майкл Яні                     | 6–4, 6–4                |
| Поразка   | 15–7  | Бер 2009 | Джерсі, Нормандські острови       | Челленджер | Тверде (i) | Колін Флемінг        | Ерік Буторак Тревіс Реттенмаєр               | 4–6, 3–6                |
| Поразка   | 15–8  | Кві 2009 | Таллахассі, США                   | Челленджер | Тверде     | Колін Флемінг        | Ерік Буторак Скотт Ліпскі                    | 1–6, 4–6                |
| Перемога  | 16–8  | Тра 2009 | Кремона, Італія                   | Челленджер | Тверде     | Колін Флемінг        | Даніеле Браччалі Алессандро Мотті            | 6–2, 6–1                |
| Поразка   | 16–9  | Чер 2009 | Ноттінгем, Велика Британія        | Челленджер | Трава      | Колін Флемінг        | Ерік Буторак Скотт Ліпскі                    | 4–6, 4–6                |
| Поразка   | 16–10 | Лип 2009 | Пособланко, Іспанія               | Челленджер | Тверде     | Колін Флемінг        | Кароль Бек Ярослав Левинський                | 6–2, 6–7(5–7), [7–10]   |
| Поразка   | 16–11 | Лип 2009 | Манчестер, Велика Британія        | Челленджер | Трава      | Колін Флемінг        | Джошуа Гудолл Джонатан Маррей                | 7–6(7–1), 3–6, [9–11]   |
| Перемога  | 17–11 | Сер 2009 | Гранбі, Канада                    | Челленджер | Тверде     | Колін Флемінг        | Амір Хадад Харел Леві                        | 6–3, 7–6(8–6)           |
| Перемога  | 18–11 | Жов 2009 | Орлеан, Франція                   | Челленджер | Тверде (i) | Колін Флемінг        | Себастьян Грожан Олів'є Пасьянс              | 6–1, 6–1                |
| Перемога  | 19–11 | Бер 2010 | Джерсі, Нормандські острови (2)   | Челленджер | Тверде (i) | Роган Бопанна        | Джонатан Маррей Джеймі Маррей                | 6–2, 2–6, [10–6]        |
| Перемога  | 20–11 | Чер 2010 | Ноттінгем, Велика Британія        | Челленджер | Трава      | Колін Флемінг        | Ерік Буторак Скотт Ліпскі                    | 7–6(7–3), 6–4           |
| Поразка   | 20–12 | Лис 2010 | Лафборо, Велика Британія          | Челленджер | Тверде (i) | Джордан Керр         | Генрі Контінен Фредерік Нільсен              | 2–6, 4–6                |
| Перемога  | 21–12 | Лют 2011 | Бергамо, Італія                   | Челленджер | Тверде (i) | Фредерік Нільсен     | Михайло Єлгін Кудрявцев Олександр Михайлович | Без гри                 |
| Перемога  | 22–12 | Лип 2011 | Реканаті, Італія                  | Челленджер | Тверде (i) | Фредерік Нільсен     | Федеріко Гайо Пурав Раджа                    | 6–4, 7–5                |
| Перемога  | 23–12 | Жов 2011 | Монс, Бельгія                     | Челленджер | Тверде (i) | Юган Брунстрем       | Кенні де Схеппер Едуар Роже-Васслен          | 7–6(7–4), 6–3           |
| Перемога  | 24–12 | Лют 2012 | Бергамо, Італія (2)               | Челленджер | Тверде (i) | Джеймі Дельгадо      | Мартін Фішер Філіпп Освальд                  | 7–5, 7–5                |
| Поразка   | 24–13 | Бер 2012 | Бат, Велика Британія              | Челленджер | Тверде (i) | Джеймі Дельгадо      | Мартін Фішер Філіпп Освальд                  | 4–6, 4–6                |
| Перемога  | 25–13 | Тра 2012 | Рим, Італія                       | Челленджер | Ґрунт      | Джеймі Дельгадо      | Адріан Менендес Масейрас Вальтер Трузенді    | 6–1, 6–4                |
| Поразка   | 25–14 | Вер 2012 | Орлеан, Франція                   | Челленджер | Тверде (i) | Ксав'є Малісс        | Лукаш Длоуги Жіль Мюллер                     | 2–6, 7–6(7–5), [7–10]   |
| Перемога  | 26–14 | Січ 2013 | Велика Британія F2, Портсмут      | Ф'ючерс    | Тверде (i) | Ніл Скупскі          | Сем Беррі Колін О'Браєн                      | 3–6, 6–3, [10–5]        |
| Поразка   | 26–15 | Лют 2013 | Кемпер, Франція                   | Челленджер | Тверде (i) | Джеймі Дельгадо      | Юхан Брунстрем Равен Класен                  | 6–3, 2–6, [3–10]        |
| Перемога  | 27–15 | Тра 2013 | Італія F6, Поццуолі               | Ф'ючерс    | Ґрунт      | Ніл Скупскі          | Олівер Голдінг Денис Милокостов              | 6–3, 6–3                |
| Поразка   | 27–16 | Чер 2013 | Ноттінгем, Велика Британія        | Челленджер | Трава      | Ніл Скупскі          | Джеймі Маррі Джон Пірс (тенісист)            | 2–6, 7–6(7–3), [6–10]   |
| Перемога  | 28–16 | Лип 2013 | Recanati, Італія (2)              | Челленджер | Тверде     | Ніл Скупскі          | Джанлуїджі Квінці Аделькі Вірджилі           | 6–4, 6–3                |
| Перемога  | 29–16 | Сер 2013 | Сеговія, Іспанія                  | Челленджер | Тверде     | Ніл Скупскі          | Єлгін Михайло Миколайович Володимир Ігнатик  | 6–3, 6–7(4–7), [10–6]   |
| Перемога  | 30–16 | Вер 2013 | Петанж, Люксембург                | Челленджер | Тверде (i) | Ніл Скупскі          | Бенжамін Бекер Тобіас Камке                  | 6–3, 6–7(5–7), [10–7]   |
| Перемога  | 31–16 | Вер 2013 | Щецин, Польща                     | Челленджер | Ґрунт      | Ніл Скупскі          | Андреа Арнабольді Алессандро Джаннессі       | 6–4, 1–6, [10–7]        |
| Поразка   | 31–17 | Січ 2014 | Тальгайм, Німеччина               | Челленджер | Тверде (i) | Ніл Скупскі          | Томаш Беднарек Генрі Контінен                | 6–3, 6–7(3–7), [10–12]  |
| Перемога  | 32–17 | Вер 2014 | Ізмір, Туреччина                  | Челленджер | Тверде     | Ніл Скупскі          | Малік Джазірі Олександр Кудрявцев            | 6–1, 6–4                |
| Перемога  | 33–17 | Лис 2014 | Братислава, Словаччина            | Челленджер | Тверде (i) | Ніл Скупскі          | Норберт Ґомбос Адам Павласек                 | 6–3, 7–6(7–3)           |
| Перемога  | 34–17 | Чер 2015 | Сербітон, Велика Британія         | Челленджер | Трава      | Ніл Скупскі          | Маркус Даніелл Марсело Демолінер             | 6–3, 6–4                |
| Поразка   | 34–18 | Чер 2015 | Їлклі, Велика Британія            | Челленджер | Трава      | Ніл Скупскі          | Маркус Даніелл Марсело Демолінер             | 6–7(3–7), 4–6           |
| Перемога  | 35–18 | Лип 2015 | Recanati, Італія (3)              | Челленджер | Тверде     | Дівідж Шаран         | Ілія Бозоляц Флавіо Чіполла                  | 4–6, 7–6(7–3), [10–6]   |
| Перемога  | 36–18 | Вер 2015 | Сен-Ремі, Франція                 | Челленджер | Тверде     | Ніл Скупскі          | Андрей Мартін Ігор Зеленай                   | 6–4, 6–1                |
| Поразка   | 36–19 | Жов 2015 | Орлеан, Франція                   | Челленджер | Тверде (i) | Ніл Скупскі          | Трістан Ламазін Фабріс Мартен                | 4–6, 6–7(2–7)           |
| Поразка   | 36–20 | Жов 2015 | Берестя, Франція                  | Челленджер | Тверде (i) | Ніл Скупскі          | Веслі Колгоф Матве Мідделкоп                 | 6–3, 4–6, [6–10]        |
| Поразка   | 36–21 | Лис 2015 | Еккенталь, Німеччина              | Челленджер | Килим (i)  | Ніл Скупскі          | Рубен Бемельманс Філіпп Пецшнер              | 5–7, 2–6                |
| Поразка   | 36–22 | Лис 2015 | Братислава, Словаччина            | Челленджер | Тверде (i) | Ніл Скупскі          | Ілія Бозоляц Ігор Зеленай                    | 6–7(3–7), 6–4, [5–10]   |
| Перемога  | 37–22 | Лют 2016 | Бергамо, Італія (3)               | Челленджер | Тверде (i) | Ніл Скупскі          | Нікола Мектич Антоніо Шанчич                 | 6–3, 7–5                |
| Перемога  | 38–22 | Лют 2016 | Шербур, Франція                   | Челленджер | Тверде (i) | Ніл Скупскі          | Йосіхіто Нісіока Алдін Шеткич                | 4–6, 6–3, [10–6]        |
| Поразка   | 38–23 | Чер 2016 | Манчестер, Велика Британія        | Челленджер | Трава      | Ніл Скупскі          | Пурав Раджа Дівідж Шаран                     | 3–6, 6–3, [9–11]        |
| Поразка   | 38–24 | Чер 2016 | Сербітон, Велика Британія         | Челленджер | Трава      | Ніл Скупскі          | Пурав Раджа Дівідж Шаран                     | 4–6, 6–7(3–7)           |
| Перемога  | 39–24 | Вер 2016 | Сен-Ремі, Франція (2)             | Челленджер | Тверде     | Ніл Скупскі          | Девід О'Гейр Джо Солсбері                    | 6–7(5–7), 6–4, [10–5]   |
| Перемога  | 40–24 | Лис 2016 | Братислава, Словаччина (2)        | Челленджер | Тверде (i) | Ніл Скупскі          | Пурав Раджа Дівідж Шаран                     | 4–6, 6–3, [10–5]        |
| Поразка   | 40–25 | Лют 2017 | Кемпер, Франція                   | Челленджер | Тверде (i) | Ніл Скупскі          | Єлгін Михайло Миколайович Ігор Зеленай       | 6–2, 5–7, [5–10]        |
| Перемога  | 41–25 | Тра 2017 | Венеція, Італія                   | Челленджер | Ґрунт      | Ніл Скупскі          | Юліан Ноул Ігор Зеленай                      | 5–7, 6–4, [10–5]        |
| Перемога  | 42–25 | Чер 2017 | Nottingham Open, Велика Британія  | Челленджер | Трава      | Ніл Скупскі          | Метт Рейд Джон-Патрік Сміт                   | 7–6(7–1), 2–6, [10–7]   |
| Поразка   | 42–26 | Лис 2017 | Еккенталь, Німеччина              | Челленджер | Килим (i)  | Ніл Скупскі          | Сандер Арендс Роман Єбави                    | 2–6, 4–6                |
| Перемога  | 43–26 | Лис 2017 | Братислава, Словаччина (3)        | Челленджер | Тверде (i) | Ніл Скупскі          | Сандер Арендс Антоніо Шанчич                 | 5–7, 6–3, [10–8]        |
| Перемога  | 44–26 | Лют 2018 | Кемпер, Франція                   | Челленджер | Тверде (i) | Ніл Скупскі          | Сандер Жіє Йоран Вліґен                      | 6–3, 3–6, [10–7]        |
| Поразка   | 44–27 | Лют 2018 | Шербур, Франція                   | Челленджер | Тверде (i) | Антоніо Шанчич       | Ромен Арнеодо Трістан-Замуель Вайсборн       | 3–6, 6–1, [4–10]        |
| Поразка   | 44–28 | Чер 2018 | Сербітон, Велика Британія         | Челленджер | Трава      | Ніл Скупскі          | Люк Бембрідж Джонні О'Мара                   | 6–7(11–13), 6–4, [7–10] |
| Перемога  | 45–28 | Жов 2019 | Муйрон-ле-Каптіф, Франція         | Челленджер | Тверде (i) | Джонні О'Мара        | Сандер Арендс Давід Пел                      | 6–1, 6–4                |
| Поразка   | 45–29 | Жов 2019 | Гамбург, Німеччина                | Челленджер | Тверде (i) | Джон-Патрік Сміт     | Джеймс Серретані Максім Крессі               | 4–6, 4–6                |
| Перемога  | 46–29 | Лис 2019 | Еккенталь, Німеччина              | Челленджер | Килим (i)  | Джон-Патрік Сміт     | Сандер Арендс Роман Єбави                    | 7–6(7–2), 6–4           |
| Перемога  | 47–29 | Чер 2021 | Ноттінгем, Велика Британія (2)    | Челленджер | Трава      | Метт Рейд            | Меттью Ебден Джон-Патрік Сміт                | 4–6, 7–5, [10–6]        |
| Перемога  | 48–29 | Чер 2022 | Ноттінгем, Велика Британія (3)    | Челленджер | Трава      | Джонні О'Мара        | Джуліан Кеш Генрі Паттен                     | 3–6, 6–2, [16–14]       |

## Досягнення в парному розряді
| W | Ф | ПФ | ЧФ | #Р | КТ | К# | P# | DNQ | A | Z# | PO | G | S | B | NMS | NTI | P | NH |

| Турнір                                 | 2007 | 2008 | 2009 | 2010  | 2011 | 2012  | 2013 | 2014 | 2015 | 2016 | 2017 | 2018  | 2019  | 2020 | 2021  | 2022 | SR      | W–L     |
| -------------------------------------- | ---- | ---- | ---- | ----- | ---- | ----- | ---- | ---- | ---- | ---- | ---- | ----- | ----- | ---- | ----- | ---- | ------- | ------- |
| Турніри Великого шлему                 |      |      |      |       |      |       |      |      |      |      |      |       |       |      |       |      |         |         |
| Відкритий чемпіонат Австралії з тенісу |      |      |      | 2р    | 1р   | 1р    | 1р   |      |      |      | 1р   | 1р    | 2р    | ЧФ   | 2р    | 2р   | 0 / 10  | 7–10    |
| Відкритий чемпіонат Франції з тенісу   |      |      |      | 2р    | 1р   |       | 1р   | 1р   |      | 1р   |      | 2р    | 2р    | 1р   | 1р    |      | 0 / 9   | 3–9     |
| Вімблдонський турнір                   |      | 1р   | 1р   | 2р    | 1р   | 2р    | 2р   | 1р   | 1р   | 2р   | ЧФ   | 3р    | 2р    | NH   | 2р    | 3р   | 0 / 14  | 13–14   |
| Відкритий чемпіонат США з тенісу       |      |      |      | 1р    |      | 3р    | 1р   |      |      |      | 2р   | 1р    | 1р    | 1р   | 1р    |      | 0 / 8   | 3–8     |
| В-П                                    | 0–0  | 0–1  | 0–1  | 3–4   | 0–3  | 3–3   | 1–4  | 0–2  | 0–1  | 1–2  | 4–3  | 3–4   | 3–4   | 3–3  | 2–4   | 3–2  | 0 / 41  | 26–41   |
| Виступи за країну                      |      |      |      |       |      |       |      |      |      |      |      |       |       |      |       |      |         |         |
| Кубок Девіса                           |      |      |      | Z2    |      |       |      |      |      |      |      |       |       |      |       |      | 0 / 0   | 2–0     |
| Загальна статистика                    |      |      |      |       |      |       |      |      |      |      |      |       |       |      |       |      |         |         |
| Турніри                                | 0    | 1    | 5    | 20    | 10   | 15    | 14   | 12   | 4    | 11   | 8    | 14    | 16    | 11   | 18    | 9    | 167     | 167     |
| Титули                                 | 0    | 0    | 2    | 0     | 1    | 0     | 0    | 0    | 0    | 0    | 0    | 1     | 1     | 0    | 2     | 0    | 7       | 7       |
| Фінали                                 | 0    | 0    | 2    | 1     | 1    | 2     | 1    | 0    | 0    | 1    | 0    | 3     | 4     | 0    | 2     | 0    | 17      | 17      |
| Разом виграшів–поразок                 | 0–0  | 0–1  | 11–3 | 15–20 | 7–9  | 16–15 | 7–14 | 5–12 | 2–4  | 7–11 | 6–8  | 20–13 | 21–16 | 7–11 | 14–16 | 3–9  | 141–162 | 141–162 |
| Рейтинг на кінець року                 | 453  | 241  | 54   | 77    | 90   | 52    | 77   | 90   | 100  | 77   | 87   | 55    | 53    | 56   | 56    | —    | 49%     | 49%     |